# 1746 au théâtre
| Années du théâtre : 1743 - 1744 - 1745 - 1746 - 1747 - 1748 - 1749    |
| Décennies du théâtre : 1710 - 1720 - 1730 - 1740 - 1750 - 1760 - 1770 |

## Pièces de théâtre publiées
- Pierre-Claude Nivelle de La Chaussée, Le Rival de lui-même, comédie nouvelle en 1 acte, en vers, Paris, Prault fils, 72 p.

## Pièces de théâtre représentées
- 6 août : Le Préjugé vaincu, comédie de Marivaux, Paris, par les Comédiens-Français.
- août : Sugawara denju tenarai kagami, pièce de théâtre bunraku et kabuki  de Takeda Izumo I., Takeda Izumo II., Namiki Sōsuke et Miyoshi Shōraku, Osaka, Takemoto-za.
- septembre : Sugawara denju tenarai kagami à Kyoto.
- Arlequin valet de deux maîtres, comédie de Carlo Goldoni, Venise, Teatro San Samuele.

## Naissances
- 6 janvier : Eugénie D'Hannetaire, actrice française, morte le 22 février 1816.
- 23 janvier : Pierre-Ulric Dubuisson, acteur, auteur dramatique et directeur de théâtre, mort guillotiné le 24 mars 1794.
- 4 avril : Alexandre-Louis-Bertrand Robineau, dit de Beaunoir, auteur dramatique français, mort le 5 août 1823.
- 11 septembre : Nicolas Fallet, dramaturge français, mort le 22 décembre 1801.
- 15 septembre : Pierre-Jean-Baptiste Choudard, dit Desforges, acteur et dramaturge français, mort le 13 août 1806.
- 15 novembre : Jean-Henri Gourgaud, dit Dugazon, acteur français, sociétaire de la Comédie-Française, mort le 10 octobre 1809.
- Date précise inconnue ou non renseignée :
  - Élisabeth de Balicourt, actrice française, sociétaire de la Comédie-Française.
  - Marie-Madeline Blouin, dite Mademoiselle Dubois, actrice française, sociétaire de la Comédie-Française, morte le 16 novembre 1779.
  - Isabella Mattocks, actrice britannique, morte le 25 juin 1826.

## Décès
- 26 mai : Thomas Southerne, dramaturge irlandais, né en 1660.